# Gala Dalí
Gala Éluard Dalí (Kazan, Rússia, 7 de setembre de 1894 – Portlligat, 10 de juny de 1982) va ser una artista i model russa. És mundialment coneguda per ser la musa de Salvador Dalí i protagonista d'algunes de les seves pintures, així com una font d'inspiració per a molts altres escriptors i artistes. Va ser una dona que es va relacionar amb molts artistes i intel·lectuals. Dalí va comprar-li el castell de Púbol perquè hi anés quan ella volgués, però ell només hi podia anar quan ella li ho permetés. Gala fou enterrada en aquest castell, que a partir de l'any 1996 es va obrir al públic com a Casa-Museu Castell Gala-Dalí de Púbol.

## Biografia

### Infantesa i joventut
Gala va néixer el 7 de setembre de 1894 a la ciutat de Kazan (gubèrnia de Kazan, Imperi Rus) i el seu nom de naixença fou Ielena Ivanovna Diàkonova (en alfabet ciríl·lic, Елена Ивановна Дьяконова).
La seva família de classe mitjana estava formada pels seus pares, dos germans més grans, Vadim i Nicolai, i una de més petita, Lídia. El seu pare, Ivan Diakonov, fou un oficial d'alt rang de l'administració russa. La seva mare, Antonina Deulina, li va transmetre la passió per la lectura. Quan el seu pare va morir, Gala tenia onze anys, i la seva mare es va tornar a casar amb l'advocat moscovita Dimitri Íllitx Gomberg, de qui Gala va adoptar el patronímic. Arran del nou matrimoni, es van traslladar a Moscou, on visqué tota la seva infantesa. Gala va mantenir una bona relació amb Gomberg, que li va proporcionar l'oportunitat de rebre una educació de qualitat.
Gala va estudiar a l'Institut Femení M.G. Brukhonenko de Moscou, on va aprendre francès. Una de les amigues de la infantesa fou la poeta Marina Tsvetàieva. Gràcies a un decret del tsar va poder exercir de mestra de primària i donar classes particulars l'any 1915.

### Matrimoni amb Éluard
El 1912 se li va detectar tuberculosi i fou ingressada durant dos anys al sanatori de Clavadel (Davos); és allà on conegué al seu primer marit, el poeta francès Eugène Grindel (conegut com a Paul Éluard), gràcies a la passió que tots dos sentien per la lectura. Junts, van confeccionar l'àlbum Poèmes de jeunese amb manuscrits, un dibuix a llapis i una fotografia de Gala, i alguns detalls de diaris. De fet, es considera que Gala va impulsar-lo a escriure els primers versos i a copiar-los. El 1914 Gala i Éluard van retornar respectivament a Moscou i París, i al cap d'uns mesos van publicar el poemari Dialogue des inutiles, del qual Gala va escriure el pròleg sota el pseudònim de Reine de Paleùglnn.
Es considera que Gala va ser un catalitzador en la carrera de Paul Éluard, a qui va convèncer d'utilitzar aquest pseudònim, i de qui va convèncer en què deixés la seva feina com a corredor de finques i es dediqués de ple a la poesia. A finals de 1916 Gala va establir-se a París, on vivia amb els sogres mentre ell era al front durant la Primera Guerra Mundial. Es casaren el 1917 a París i fruit d'aquesta unió, un any després, nasqué l'única filla de Gala, Cécile. El 1918 també van traduir junts del rus al francès Le petit tréteau d'Aleksandr Blok. Gala va ser una de les úniques dones convidades a les primeres sessions del surrealisme a casa d'André Breton, i també va assistir a reunions i esdeveniments dadàs.
A part, entre 1922 i 1924, va tenir una relació oberta amb Max Ernst, que la va pintar en diverses ocasions. En una d'elles, al quadre Au rendez-vous des amis (1922), Gala és l'única dona representada entre els disset artistes i una de les poques que mira a l'espectador. El 1924 Giorgio de Chirico li va proposar un sou de 1.500 lliures al mes perquè fes d'agent d'Éluard i li gestionés les exposicions. També és coneguda l'amistat amb els poetes René Char i René Crevel.
Entre els escriptors preferits de Gala, es troben Fiódor Dostoievski, Aleksandr Puixkin, Guillaume Apollinaire i Charles Pierre Baudelaire.

### Matrimoni amb Dalí

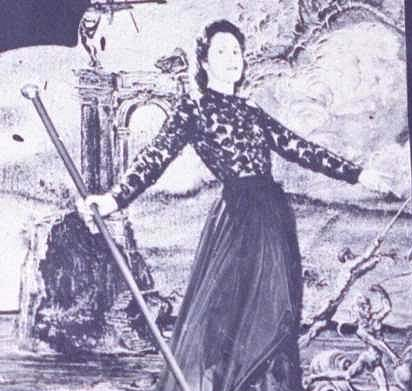
Una imatge de Gala Dalí en una fotografia d'Allan Warren (1972)

No fou fins a l'agost de 1929 que Salvador Dalí entrà a la seva vida, gràcies al seu marit, Paul Éluard, quan van ser convidats a passar l'estiu a Cadaqués. En el moment en què Dalí conegué Gala, se n'enamorà, i a partir d'aquell moment iniciaren una vida conjunta. Tanmateix, va continuar enviant-se cartes amb Éluard fins al 1948.

Des que es van conèixer, Gala va fer de marxant, administrativa i gestora del patrimoni de Dalí. En un esborrany de carta al seu padrastre conservat a la Fundació Gala-Salvador Dalí, va escriure:
| «           | Jo, com totes les dones russes, personalment, intento ajudar el meu marit. Amb freqüència li serveixo de model, faig de secretària en tot el que es refereix a la part pràctica de la nostra vida, perquè ell, com veus, està totalment submergit en el món creatiu, en la feina. No és capaç d'ocupar-se d'aquestes ximpleries. Jo tampoc soc gaire brillant, però vivim com tots els artistes, treballem per al que és més important: la possibilitat per a un talent d'expressar-se. | » |
| — Gala Dalí | |   |

A principis de la dècada del 1930, Dalí va començar a signar les seves obres amb el nom de tots dos, argumentant que era «sobretot amb la teva sang, Gala, que pinto els meus quadres». De fet, s'ha considerat el paper de Gala en el procés creatiu del pintor, ja que en la biblioteca personal de Gala s'hi conserva el tractat de pintura Studio Secrets (1945) de Frederick Taubes amb apunts de la mateixa Gala en francès i en anglès. S'han documentat cinc o sis cadàvers exquisits de Gala i un manuscrit amb alguns projectes. Entre els objectes dissenyats per Gala, la revista Le Surréalisme au service de la révolution de desembre de 1931 va reproduir una capsa metàl·lica amb objectes dins, signada per Gala Éluard; i el desembre de 1946 la revista Cahiers d'Art reproduïa un altre titulat L'escala de l'Amor i Psique.

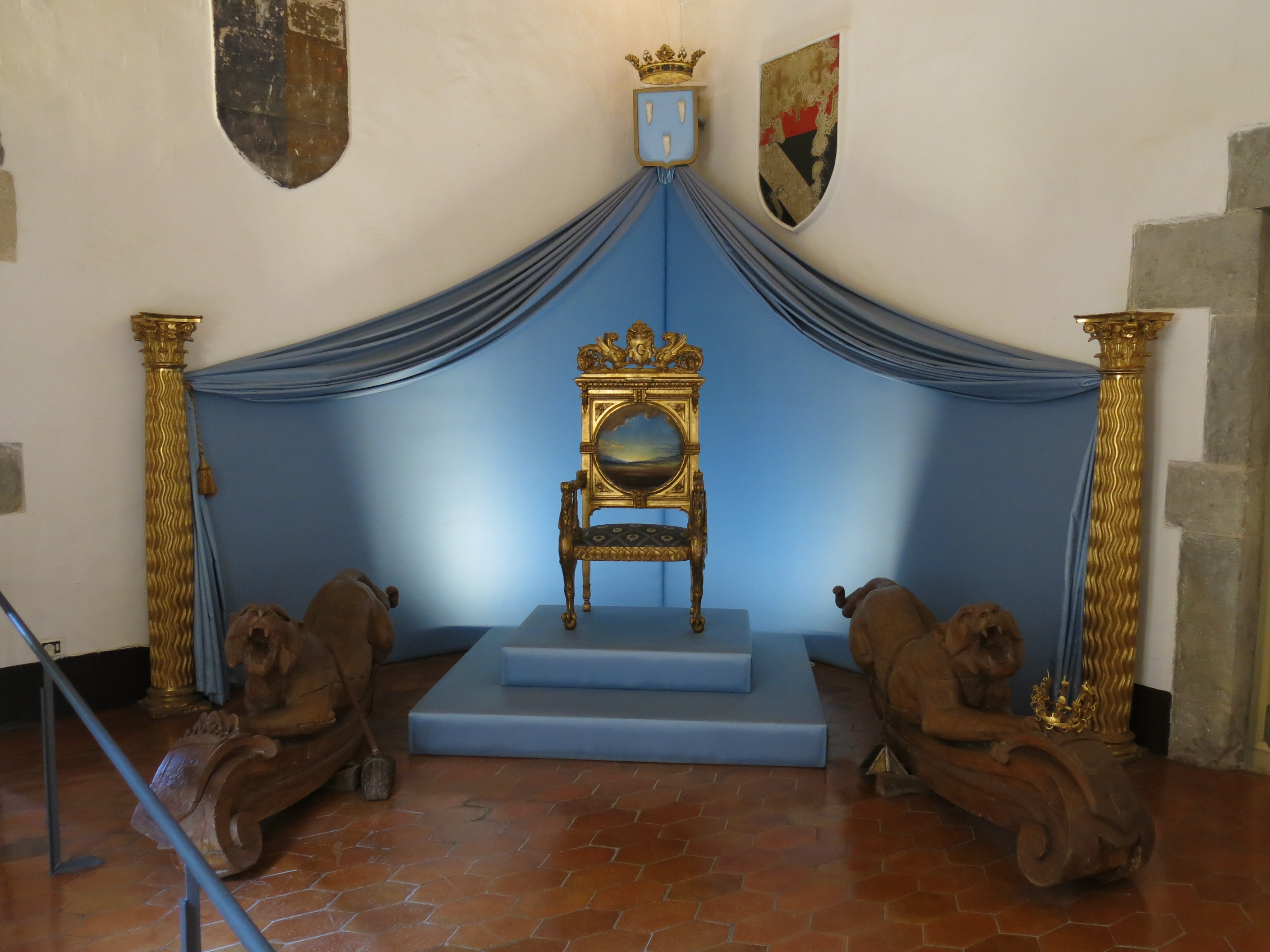
Saló dels escuts i el tron de Gala al castell de Púbol

A causa de la Guerra Civil espanyola, van haver-se d'exiliar durant vuit anys als Estats Units d'Amèrica. Quan en tornaren, el pare de Dalí ja acceptava la relació del seu fill amb una dona separada i russa. Gala i Dalí es van casar al santuari dels Àngels (Gironès), el 8 d'agost de 1958. A partir de llavors van viure entre Portlligat, Nova York i París. Va morir a Portlligat la matinada del 10 de juny de 1982 i va ser enterrada al castell de Púbol, que Dalí havia comprat per a ella, on encara es pot visitar la seva tomba.
Es desconeix la seva producció literària, encara que va deixar escrit un diari personal que es va publicar el 2011 sota el títol de La vida secreta, on es defineix de la següent manera: «Silenciosa com el cor d'un bosc infinit, enamorada com un jove animal cec, freda com una fruita a l'ombra, forta com els braços oberts d'un roure mil·lenari, protectora com una gruta humida».

## Model

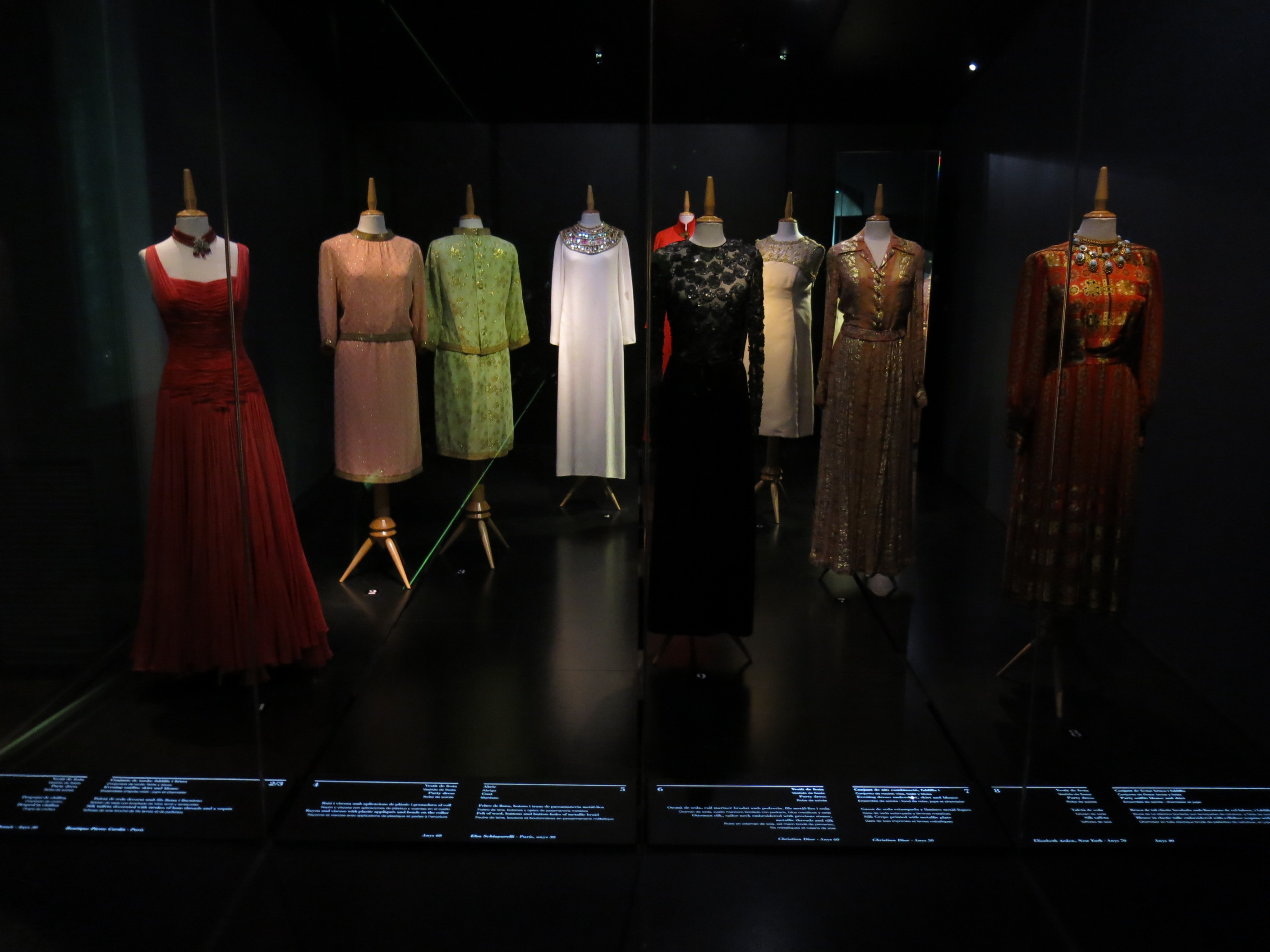
Imatge de l'exposició Les Gales de Gala del castell de Púbol

Gala va ser un model habitual en l'obra de Dalí, sovint interpretant papers religiosos, com la Verge Maria al quadre La madonna de Portlligat. Les seves pintures mostren el seu gran amor per ella, i algunes són potser les representacions més afectuoses i sensuals d'una dona de mitjana edat de la història de l'art a Occident.
Entre les pintures en què Gala fa de model destaquen El monument imperial a la dona-nena (1929), La memòria de la dona-nena (1932), L'Àngelus de Gala (1935), Gala i l'Àngelus de Millet precedint l'arribada imminent de les anamorfosis còniques (ca. 1933), Guillem Tell i Gradiva (1932), La vellesa de Guillem Tell (1931), El descobriment d'Amèrica de Cristòfol Colom (1959), El concili ecumènic (1960), Crucifixió (1954), Galatea de les esferes (1952), entre d'altres. Una de les més destacades és Galarina (1945), on es pot observar un rostre intens i polèmic i el seu pit nu.

## Llegat
S'han produït diversos documentals i exposicions sobre Gala Dalí. El 2003 es va estrenar la pel·lícula Gala, dirigida i escrita per Sílvia Munt. L'obra de Gala Dalí va formar part el 2020 de l'exposició Pintar, crear, viure. Dones artistes a l'Alt Empordà (1830-1939) al Museu de l'Empordà, com a catalitzadora i impulsora de la trajectòria creativa de Paul Éluard i Salvador Dalí.